# Dekanat Otmuchów
Dekanat Otmuchów – dekanat w rzymskokatolickiej diecezji opolskiej.
W skład dekanatu wchodzi 16 parafii:
- parafia św. Urbana → Głębinów
- parafia Nawiedzenia Najświętszej Maryi Panny → Goświnowice
- parafia Nawiedzenia Najświętszej Maryi Panny → Goworowice
- parafia Podwyższenia Świętego Krzyża → Jarnołtów
- parafia Narodzenia Najświętszej Maryi Panny → Kałków
- parafia św. Andrzeja → Kamiennik
- parafia św. Marii Magdaleny → Karłowice Wielkie
- parafia św. Mikołaja → Koperniki
- parafia Matki Boskiej Bolesnej → Ligota Wielka
- parafia św. Katarzyny Aleksandryjskiej → Łąka
- parafia św. Andrzeja Apostoła → Nowaki
- Parafia św. Mikołaja i św. Franciszka Ksawerego → Otmuchów
- parafia św. Andrzeja Apostoła → Otmuchów-Wójcice
- parafia św. Bartłomieja → Radzikowice
- parafia św. Marcina Biskupa → Ratnowice
- parafia św. Michała Archanioła → Szklary